# Гильом II (герцог Афинский)
Гульельмо (Вильгельм, Гильом) II Сицилийский (итал. Guglielmo di Atene; 1312 — 22 августа 1338) — афинский герцог с 1317 года, герцог Неопатрии в 1319—1338 годах.
Гульельмо был четвертым сыном короля Сицилии Федериго II и Элеоноры Анжуйской, дочери короля Неаполя Карла II Хромого. После безвременной кончины своего брата Манфреда Гульельмо стал герцогом Афинским. Гульельмо никогда не посещал свои греческие владения, где за него правил брат — бастард Альфонсо Фадрике Арагонский, а затем Николо де Ланция.
В 1335 году Гульельмо женился на своей кузине — Марии Альварес Жерика, внебрачной дочери короля Арагона Хайме II и внучке (?) знаменитого адмирала Руджеро ди Лория. Брак состоялся без согласия папы Бенедикта XII, и последний отлучил Гульельмо от церкви. Причиной отлучения было также, по мнению папы, незаконное владение афинским герцогством в ущерб законному наследнику — Готье VI де Бриенну.
В 1337 году король Федериго II умер, и принц Гульельмо был объявлен наследником обширных владений в Италии, составляющих приданое его матери, королевы Элеоноры Анжуйской. Это были княжество Таранто, графство Калатафими, Монте Санто-Анджело, а также различные земли и замки в Ното, Спаччафорно, Капо Паччеро и Авола. Гульельмо должен был вступить во владение этими землями после смерти матери, но скончался раньше её, 22 августа 1338 года, в возрасте 26 лет. Детей у принца не было, и своим наследником он объявил младшего брата, герцога Джованни Рандаццо. Свою библиотеку принц завещал монастырю доминиканцев в Палермо. Погребён в кафедральном соборе Палермо.

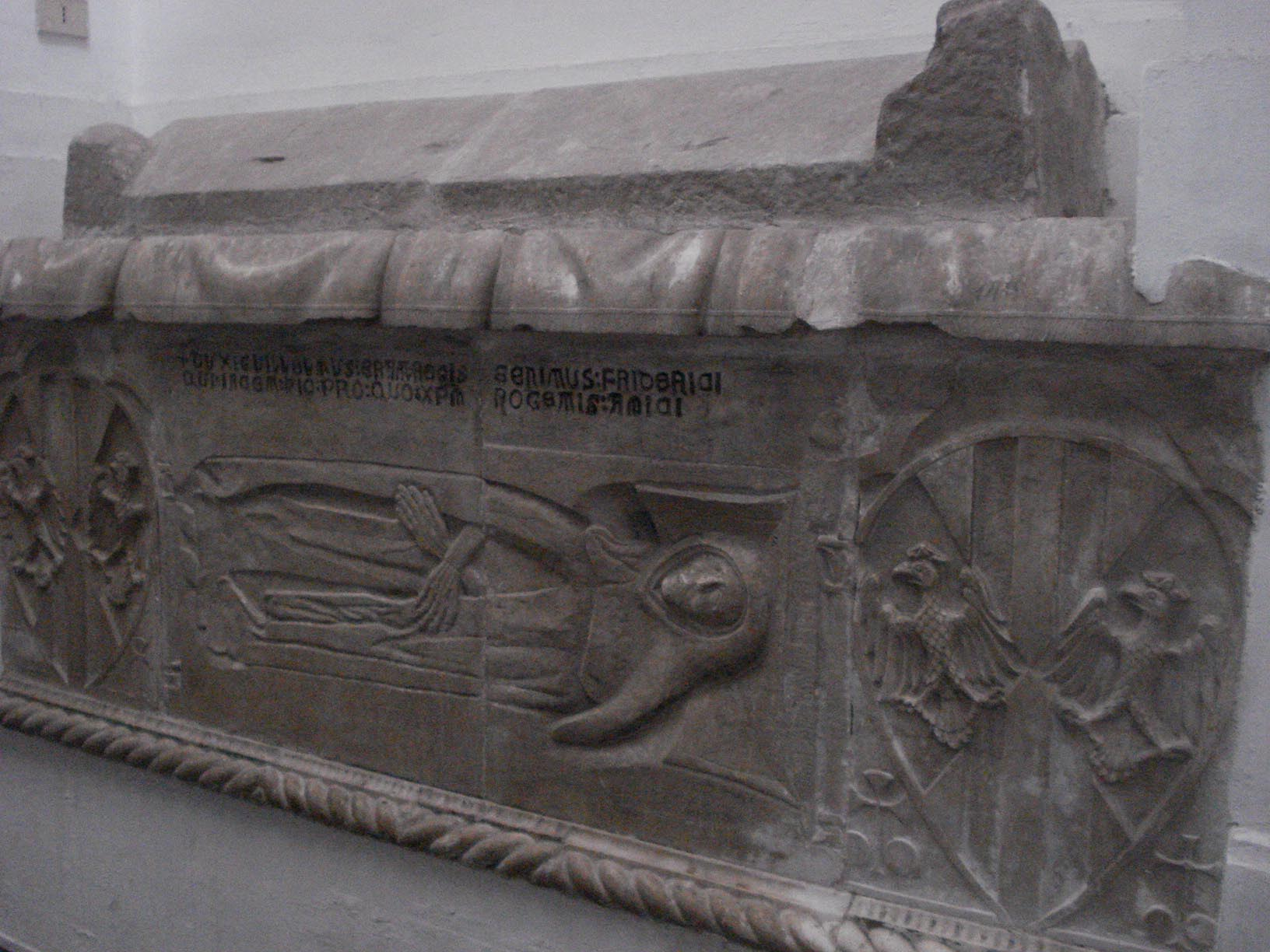
Могила Гильома II

После смерти Гульельмо, Мария Альварес Жерика вышла замуж за Раймона Беренгара, графа Ампуриес.